# Sheridan Downey

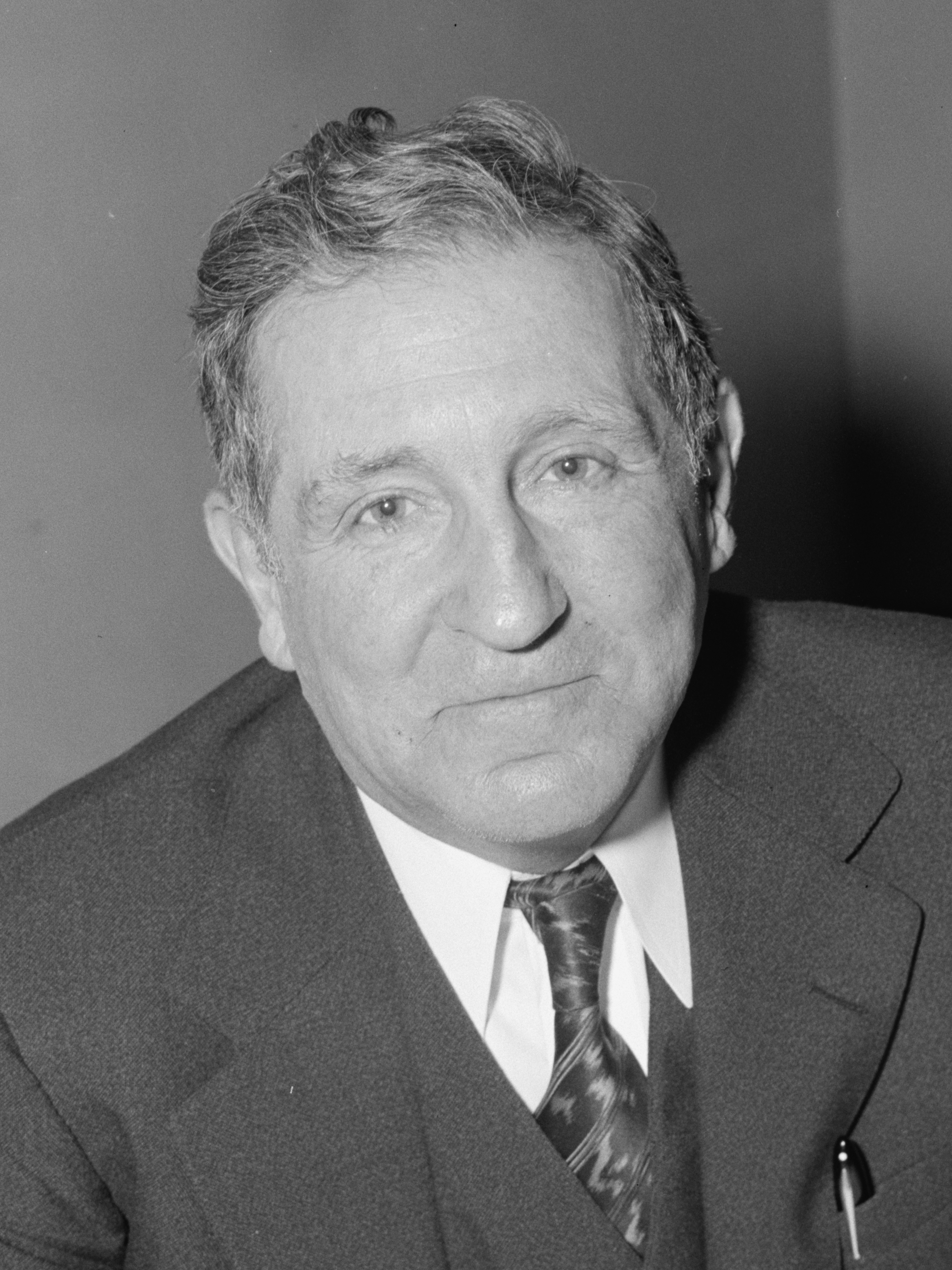
Sheridan Downey

Sheridan Downey, född 11 mars 1884 i Laramie, Wyoming, död 25 oktober 1961 i San Francisco, Kalifornien, var en amerikansk demokratisk politiker. Han representerade delstaten Kalifornien i USA:s senat 1939-1950.
Downey avlade 1907 juristexamen vid University of Michigan. Han inledde sedan sin karriär som advokat i Laramie. Han flyttade 1913 till Sacramento.
Downey besegrade republikanen Philip Bancroft i senatsvalet 1938 med 54% av rösterna mot 46% för Bancroft. Sex år senare vann han mot viceguvernören Frederick F. Houser med 52% av rösterna mot 48% för Houser. Downey ställde inte upp i senatsvalet 1950 av hälsoskäl. Republikanen Richard Nixon vann valet mot demokraten Helen Gahagan Douglas. Downey avgick i november 1950 och efterträdaren Nixon fick tillträda som senator i redan den 1 december 1950.
Downey var mera konservativ i senaten än vad man hade förväntat sig av honom före hans tillträde som senator. Han knöt nära förbindelser med Kaliforniens oljeindustri och företrädde ofta även filmindustrins intressen. Efter sin tid i senaten arbetade han som advokat och lobbyist i Washington, D.C.